# Hedieh Tehrani

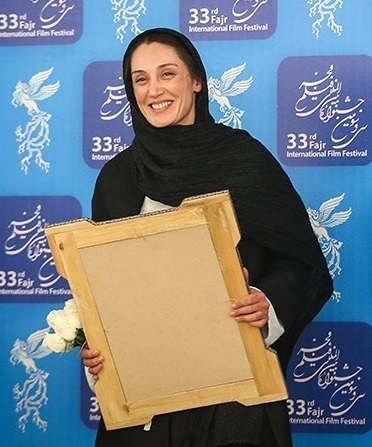
Hedieh Tehrani (2015)

Hedieh Tehrani (* 25. Juni 1972 in Teheran, persisch هديه تهرانی, auch Hedye Tehrani) ist eine iranische Schauspielerin.

## Leben
Hedieh Tehrani begann ihre Karriere 1996 mit Masud Kimais Film Soltan. Für ihre Rolle in Ghermez bekam sie auf dem 17. Fajr-Filmfestival den Kristall-Simurgh als beste Schauspielerin. Ein zweites Mal erhielt sie diese Auszeichnung bei der 24. Auflage des Festivals für ihren Auftritt im Film Tschahar Schanbe Suri.
Darüber hinaus spielte sie unter anderem in Bahman Ghobadis Film Half Moon, der bei den 54. Filmfestspielen von San Sebastian mit der Goldenen Muschel geehrt wurde.

## Filmografie (Auswahl)
| Jahr | Film                                                                                          | Deutscher Titel                     | Rolle             | Regisseur              |
| ---- | --------------------------------------------------------------------------------------------- | ----------------------------------- | ----------------- | ---------------------- |
| 1996 | Soltan                                                                                        |                                     | Maryam Koohsari   | Masoud Kimiai          |
| 1998 | Ghermez                                                                                       |                                     | Hasti Mashreghi   | Fereydoun Jeyrani      |
| 1998 | Gharibaneh                                                                                    |                                     | Behrokh Sabeti    | Ahmad Amini            |
| 1998 | Siavash                                                                                       |                                     | Reporter          | Saman Moghaddam        |
| 1999 | Chatri baray-e do nafar                                                                       |                                     | Yassaman Pakravan | Ahmad Amini            |
| 2000 | Shokaran                                                                                      |                                     | Sima Riahi        | Behrooz Afkhami        |
| 2000 | Party                                                                                         |                                     | Negar Aryani      | Saman Moghaddam        |
| 2000 | Dastha-ye aloode                                                                              |                                     | Diba              | Siroos Alvand          |
| 2000 | Abi                                                                                           |                                     | Mahtab            | Hamid Labkhandeh       |
| 2001 | Zamaneh                                                                                       |                                     | Zari              | Hamidreza Selahmand    |
| 2002 | Kaghaz-e bikhat                                                                               |                                     | Roya Royaei       | Naser Taghvai          |
| 2003 | Khanei ruye aab                                                                               |                                     | Jaleh Tirandaz    | Bahman Farmanara       |
| 2003 | Jayi baraye zendegi                                                                           |                                     | Golchehreh        | Mohammadreza Bozorgnia |
| 2003 | Donya                                                                                         |                                     | Donya Shadab      | Manoochehr Mosiri      |
| 2004 | Abadan                                                                                        |                                     |                   | Mani Haghighi          |
| 2004 | Duel                                                                                          |                                     | Haniyeh           | Ahmadreza Darvish      |
| 2005 | Yek boos-e koochooloo                                                                         |                                     | mysteriöse Frau   | Bahman Farmanara       |
| 2006 | Tschahar Schanbe Suri                                                                         |                                     | Mozhde Samiei     | Asghar Farhadi         |
| 2006 | Niwemang                                                                                      | Half Moon                           | Hesho             | Bahman Ghobadi         |
| 2007 | Chacun son cinéma ou Ce petit coup au coeur quand la lumière s'éteint et que le film commence | Chacun son cinéma – Jedem sein Kino | Hediyeh Tehrani   | Abbas Kiarostami       |
| 2011 | Farzand-e Sobh                                                                                |                                     |                   | Behrooz Afkhami        |
| 2012 | Yek rooz digar                                                                                |                                     |                   | Hassan Fathi           |
| 2012 | Pol-e Choobi                                                                                  |                                     | Nazli             | Mehdi Karampoor        |
| 2012 | Ghalb-e Yakhi, Fasle 3                                                                        |                                     | Sayeh             | Saman Moghadam         |
| 2013 | Tehran 1500                                                                                   |                                     | Nazi              | Bahram Azimi           |
| 2017 | Bedoune Tarikh, Bedoune Emza                                                                  | Eine moralische Entscheidung        | Sayeh             | Vahid Jalilvand        |